# T17E1 Staghound
O T17E1 Staghound foi um carro blindado americano fabricado durante a Segunda Guerra Mundial. Ele serviu às forças britânicas e da Commonwealth durante a guerra sob o nome Staghound, mas nunca foi usado na linha de frente pelas forças dos EUA. Vários outros países usaram o Staghound após a guerra; alguns veículos continuaram a servir até a década de 1980.

## História
Em julho de 1941, o Corpo de Material Bélico do Exército Americano emitiu especificações para um carro blindado médio, juntamente com uma especificação para um carro blindado pesado (que resultou no T18 Boarhound). A Ford Motor Company construiu um protótipo de seis rodas, totalmente tracionado (6 x 6), que foi designado T17, e a Chevrolet, um modelo de quatro rodas, totalmente tracionado (4 x 4), designado T17E1. Ao mesmo tempo, a Comissão Britânica de Compras também estava procurando carros blindados médios e pesados para uso na guerra no Norte da África. Caso os EUA o tivessem adotado, ele teria sido designado M6.
Tanto o T17 quanto o T17E usaram a mesma torre que foi projetada pelo Rock Island Arsenal com os requisitos britânicos orientando alguns dos recursos do projeto, como colocar pelo menos dois tripulantes na torre e colocar o rádio na torre de forma que ficasse próximo ao comandante.

## T17E1

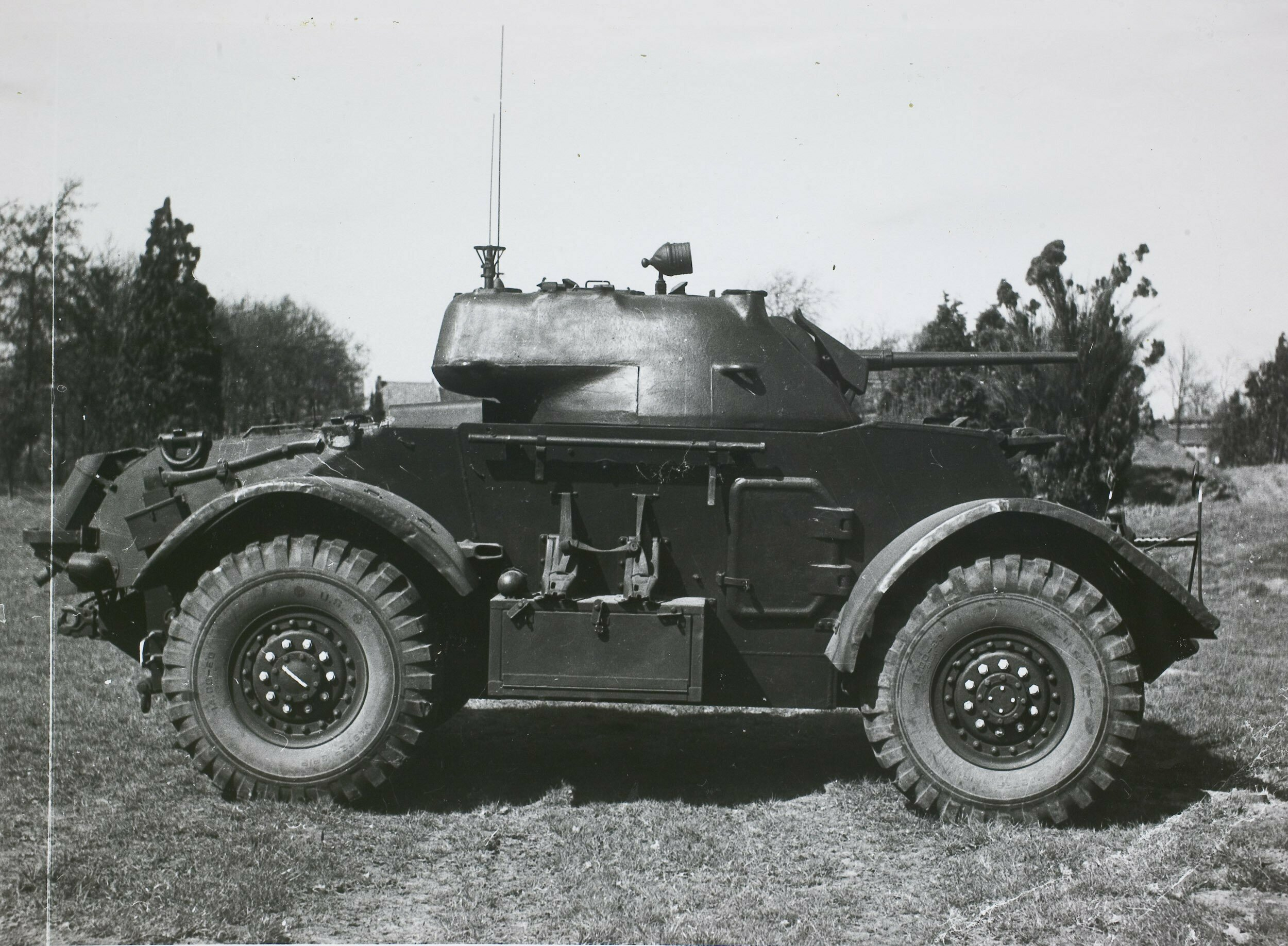
O T17E1 de perfil.

Os britânicos atribuíram o nome Staghound à série T17E. Oficiais de ligação britânicos tiveram contato com Macpherson, o engenheiro da Chevrolet responsável pelo projeto, e sentiram que o influenciaram o suficiente para produzir algo que atendesse a todos os seus requisitos. Consequentemente, em dezembro, a Comissão Britânica de Compras "solicitou formalmente" a produção de 300 veículos; o Exército dos EUA autorizou a produção de 2.000 unidades em janeiro de 1942. A encomenda britânica foi confirmada em março de 1942, quando o T17E piloto foi entregue ao Campo de Provas de Aberdeen. Os testes mostraram falhas, mas esperava-se que fossem corrigíveis e mais 1.500 foram contratados.
A produção começou em outubro de 1942. O Exército dos EUA convocou um conselho para examinar o estado dos inúmeros projetos de carros blindados e recomendou, em dezembro de 1942, o cancelamento dos projetos maiores e a padronização em um veículo menor. Este veículo mais leve viria a ser chamado de M8 Greyhound. No entanto, os britânicos solicitaram a continuação da produção do T17E1 para o Reino Unido, sob o regime de Empréstimo-e-Arrendamento. Desta forma, 3.844 Staghounds foram produzidos no total.
O Staghound era um projeto inovador que incorporava alguns recursos avançados. Possuía dois motores de 6 cilindros voltados para trás, com transmissões automáticas (com 4 marchas à frente e 1 à ré), alimentadas por uma caixa de transferência para acionar ambos os eixos. A tração nas duas ou quatro rodas podia ser selecionada. Qualquer um dos motores podia ser desligado em movimento e retirado do conjunto propulsor. Além disso, foi incorporada uma bomba de direção hidráulica que podia ser ligada ou desligada manualmente no painel de instrumentos do motorista, dependendo das condições de direção. Os componentes da direção e da suspensão eram fixados diretamente ao casco, pois a estrutura era rígida o suficiente para dispensar a necessidade de um chassi separado.

## Serviço operacional

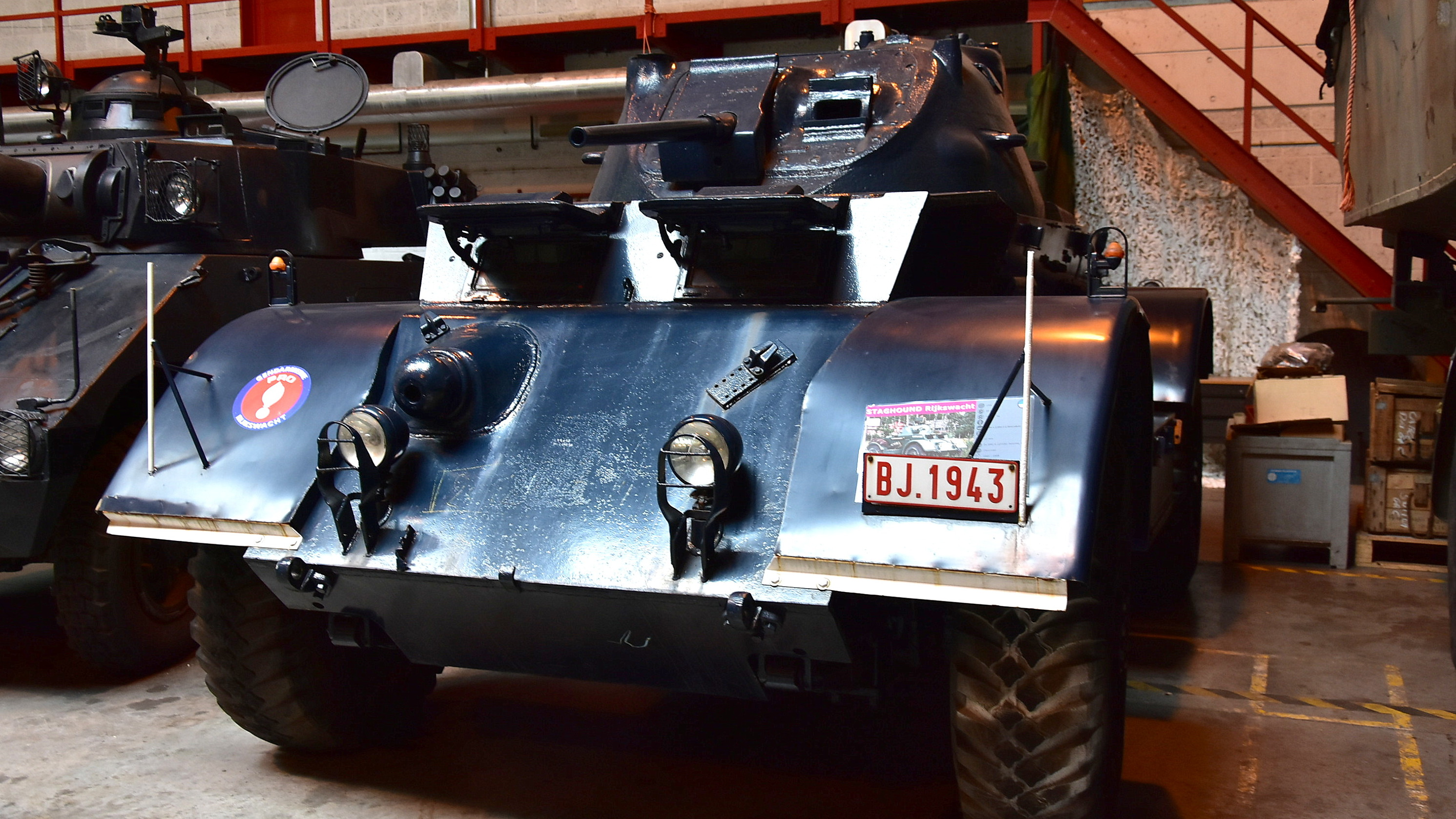
Um T17E1 da Rijkswacht belga.

O Staghound entrou em serviço tarde demais para ser usado na Campanha do Norte da África, onde sua combinação de blindagem, alcance e armamento principal teria sido uma vantagem em uma função de reconhecimento de forças leves. Como resultado, ele viu o serviço operacional pela primeira vez na Itália, onde muitas unidades acharam seu grande tamanho físico muito restritivo nas estradas e ruas estreitas da Europa. Ele viu a maior parte do serviço no nível de esquadrão e quartel-general regimental; um regimento de carros blindados com três Staghounds com o QG Regimental e três com cada QG dos quatro esquadrões do regimento. As condições para o Staghound melhoraram quando a campanha italiana se tornou mais móvel em meados de 1944, e o Staghound também foi usado na campanha do noroeste da Europa.
Após a guerra, os Staghounds foram distribuídos entre países menores da OTAN na Europa e no Oriente Médio. Por exemplo, os Staghounds Mk I e Mk III foram usados durante a Guerra Civil Libanesa por milícias cristãs e muçulmanas. A última nova variante do Staghound a ser oferecida para exportação foi provavelmente um modelo suíço adaptado com vários pacotes de armamento modernos, incluindo canhões antitanque de 30mm e 47mm. Foi oferecido sem sucesso para a Síria.

## Operadores

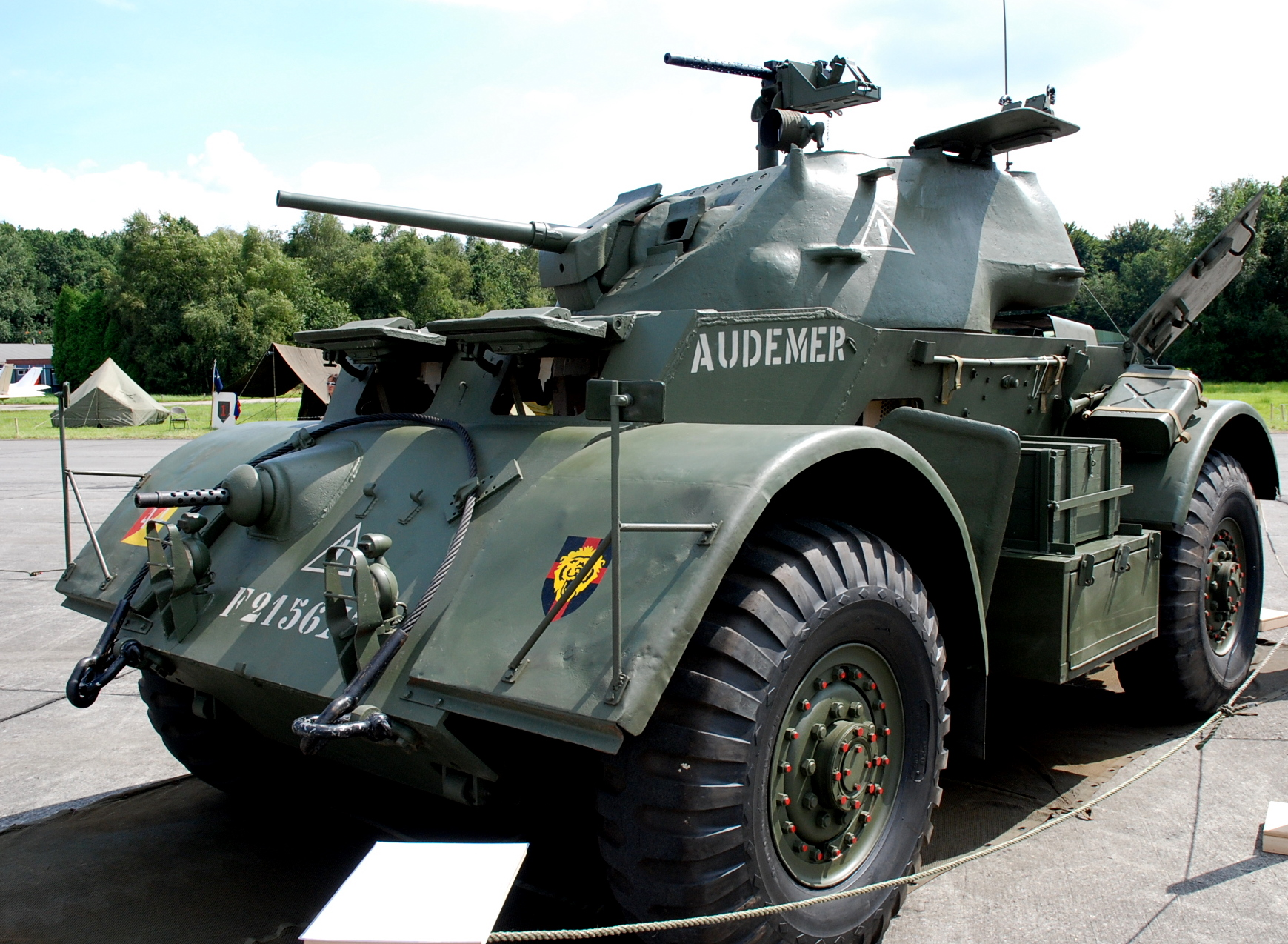
Staghound da unidade "Brigada Piron" da Bélgica Livre.

- Austrália – 279 unidades entregues desde o final de 1943, permanecendo em serviço até 1970.[8]
- Bélgica
- Brasil
- Canadá
- Cuba – 28 T-17E1 ex-israelenses foram comprados em 1956, da Nicarágua, devido ao embargo de armas dos EUA a Cuba.[9]

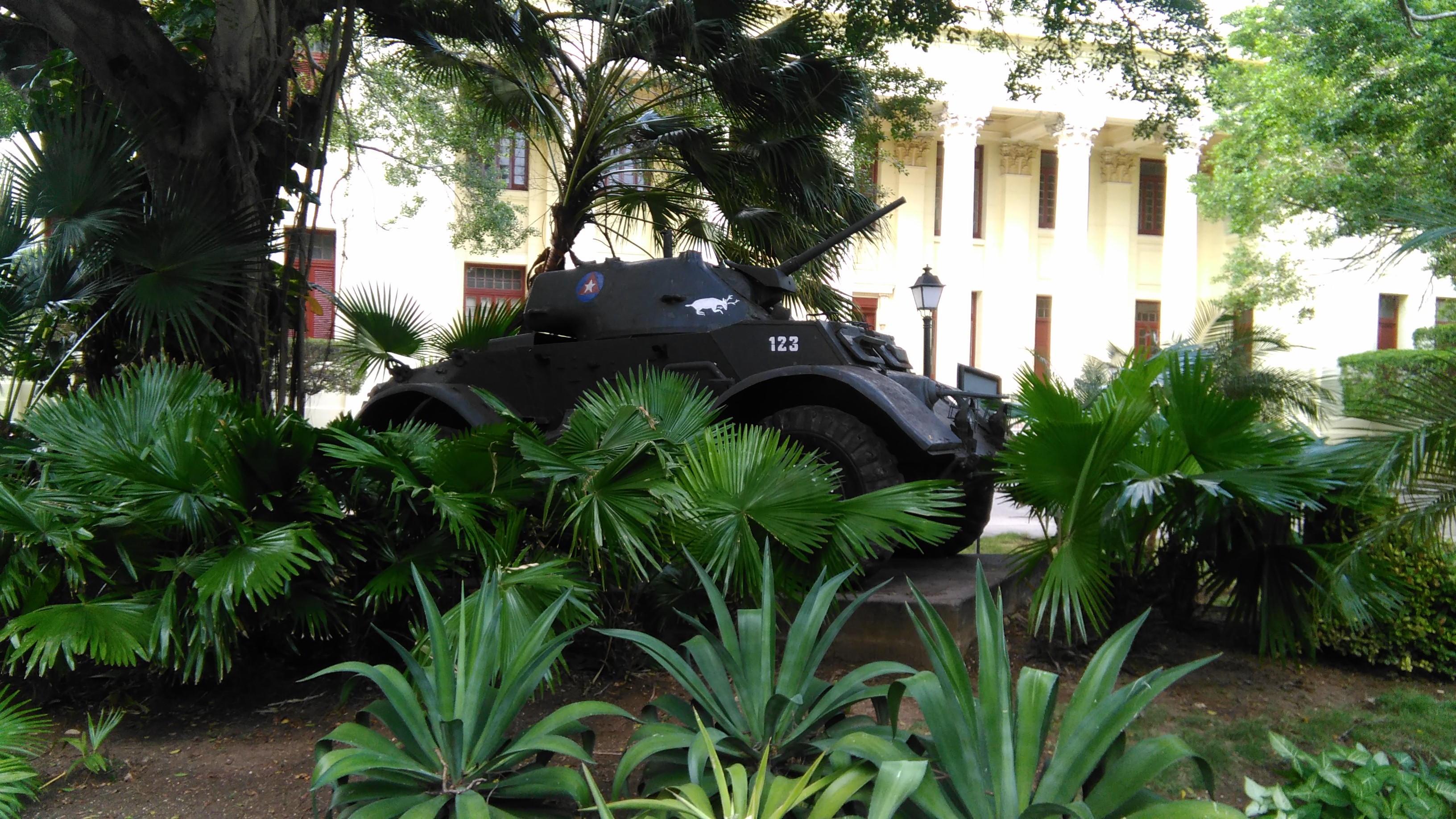
Staghound na Universidade de Havana.

- Dinamarca – 14 veículos de 1946 a 1953.[10]
- Egito – 50 em serviço no Exército Egípcio.
- Grécia – Um pequeno número de veículos abandonados no pós-guerra, quando as forças britânicas deixaram o país.
- Honduras
- Estado de Haiderabade
- Índia
- Israel – 112 em serviço nas Forças de Defesa de Israel.[11]
- Itália – Em serviço após a Segunda Guerra Mundial com os Carabinieri, Exército Italiano e Polizia di Stato até 1970.
- Jordânia[12]
- Líbano – 56 em serviço no Exército Libanês e nas Forças de Segurança Interna entre 1949 e 1983. Alguns deles tiveram o canhão americano M6 de 37mm e as metralhadoras M1919 .30 substituídos por um canhão britânico Ordnance QF de 2 libras e metralhadoras Besa de 7,92mm. Outros tiveram a torre substituída pela torre de um carro blindado AEC armado com canhão de 75mm. Passado em 1976 para o Exército do Líbano Livre, Exército Árabe Libanês, Milícia dos Tigres, Forças Reguladoras de Kataeb, Forças Libanesas, Al-Mourabitoun,[13] União Socialista Árabe, Exército Popular de Libertação.[6][12]

- Países Baixos
- Nova Zelândia

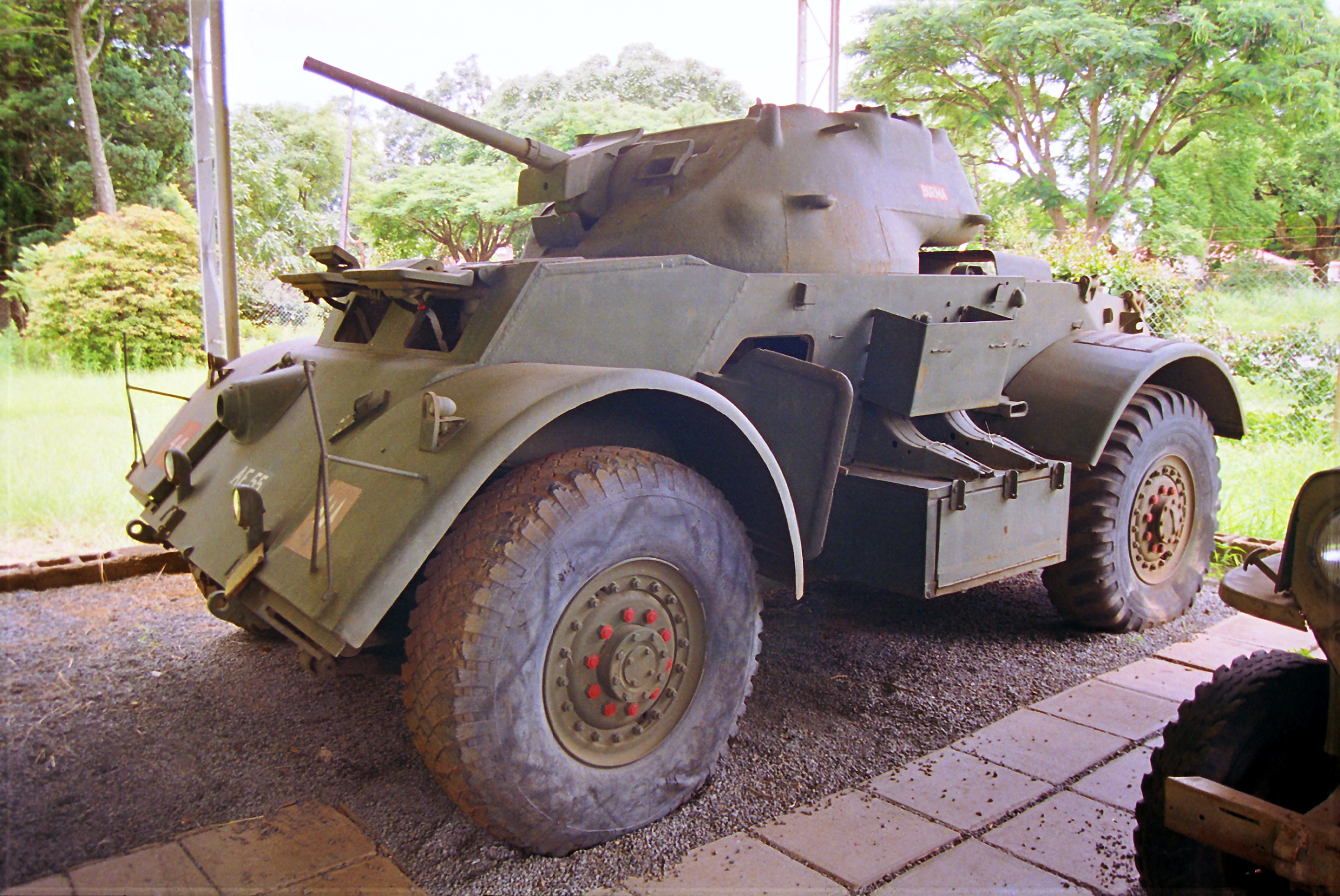
Staghound do Corpo Blindado da Rodésia.

- Nicarágua – 40 modelos T-17E1 foram comprados de Israel após a Guerra de Suez: 20 foram revendidos para Cuba em 1957 e 18 estiveram em serviço na Guarda Nacional da Nicarágua de 1957 a 1979.
- Polônia
- Rodésia do Sul – 20 em serviço no Exército da Rodésia entre 1949 e 1976.[14]
- Arábia Saudita
- África do Sul – 450 T-17E1
- Sudão
- Suíça
- Síria – 52 em serviço no Exército Sírio.[12]
- Tailândia
- Vietnã do Sul – Usado pelo Exército da República do Vietnã durante a Guerra do Vietnã.
- – Usado pela República do Vietnã do Sul durante a Guerra do Vietnã.
- Reino Unido – Exército Britânico e Marinha Real.

## Variantes

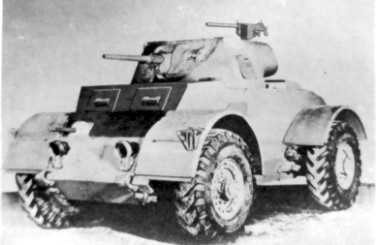
O protótipo original do T17E1.

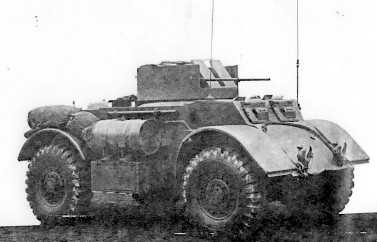
T17E2 Staghound AA.

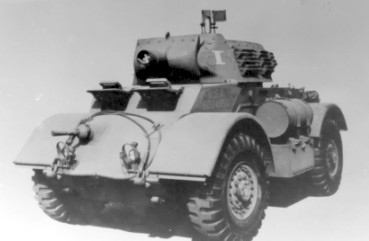
T17E3.

- T17E1: versão 4x4 construída pela Chevrolet para a Grã-Bretanha. 2.844 unidades foram produzidas.

Staghound Mk I
O T17E1 estava armado com um canhão M6 de 37mm, uma metralhadora coaxial .30 cal M1919A4 Browning e um morteiro de fumaça de 2 polegadas em uma torre giratória. No casco foi montado uma segunda .30 cal M1919A4 Browning. Alguns T17E1 tinham uma metralhadora adicional .30 cal M1919 para defesa antiaérea.
A torre tinha um sistema de translação motorizado e uma cesta de torre (o que limitava a capacidade de armazenamento interno da tripulação). O canhão de 37mm foi estabilizado giroscopicamente.
Esta variante tinha uma tripulação de cinco pessoas: comandante, municiador, artilheiro, motorista e metralhador de casco.
Viu combate com os exércitos britânico, polonês livre, canadense, neozelandês, indiano e belga na Itália, Grécia e noroeste da Europa. Após a guerra, viu novas ações na Grécia, Cuba, Nicarágua, Líbano e Rodésia.
Staghound Mk II
Esta foi uma conversão de campanha que tinha um obuseiro de 3 polegadas Mk 1 para apoio próximo montado no lugar do canhão 37mm na torre. A metralhadora de proa foi removida. Não se sabe quantas foram convertidas. Estas foram entregues à seção do QG de Carros Blindados.
Staghound Mk III
Teve uma torre retirada de um tanque Crusader armado com canhão de 6 libras (57mm) e metralhadora Besa 7,92mm. Alguns deles foram então reequipados com a torre do carro blindado AEC Mk III com canhão de 75mm. Não havia metralhadora de proa. Eles chegaram à linha de frente em 1945, onde foram fornecidos às tropas pesadas de regimentos de carros blindados. O número total encomendado foi de cerca de 100–300. No pós-guerra, esta versão foi usada na Dinamarca e em combate no Líbano.
Staghound Comando
A torre foi removida e equipamento sem fio extra foi instalado.
- T17E2 (Staghound AA)

O T17E2 era um T17E1 equipado com uma torre projetada por Frazer-Nash montando duas metralhadoras pesadas M2 Browning 0,5 polegadas (12,7mm). As torres foram construídas nos EUA para barcos torpedeiros a motor britânicos. O redesenho da torre e da montagem foi realizado. 2.610 tiros foram carregados. A torre era aberta e tinha um sistema transversal elétrico-hidráulico com uma taxa de variação máxima de 55 graus por segundo. Tinha uma tripulação reduzida de três: comandante/artilheiro, municiador e motorista.
1.000 unidades foram produzidas entre outubro de 1943 e abril de 1944, quando a produção foi interrompida.
- T17E3

O T17E1 foi equipado com a torre do Obuseiro Auto-propulsado de 75mm M8, carregando o obuseiro de 75mm M2/M3. Este foi testado em dezembro de 1943, mas nunca chegou a ser produzido.
- Radpanzer Staghound

Variante suíça do Staghound Mk I. O canhão de 37mm foi substituído por um canhão suíço Pak 41 de 47mm.
Radpanzer Staghound mit Versuchswaffen ("com arma de teste")
Um protótipo suíço para aprimorar o Staghound Mk I. A metralhadora de proa foi substituída por uma suíça e o canhão principal de 37mm foi substituído por um canhão automático Hispano-Suiza HS.820.